# Schefflera laxiflora
Schefflera laxiflora är en araliaväxtart som beskrevs av Henry Nicholas Ridley. Schefflera laxiflora ingår i släktet Schefflera och familjen araliaväxter. Inga underarter finns listade.